# Afrocoelichneumon malagassus
Afrocoelichneumon malagassus är en stekelart som först beskrevs av Henri Saussure 1892.  Afrocoelichneumon malagassus ingår i släktet Afrocoelichneumon och familjen brokparasitsteklar. Inga underarter finns listade i Catalogue of Life.